# Sophie Hannah
Sophie Hannah (Mánchester, 1971) es una poeta y novelista británica. Realizó sus estudios en la Universidad de Mánchester (Reino Unido). De 1997 a 1999  trabajó en el Trinity College de Cambridge y entre 1999 y 2001 colaboró con la Universidad de Oxford. Vive con su marido y dos niños en Cambridge.

## Biografía
Sophie Hannah nació en Mánchester, Inglaterra; su padre era el profesor Norman Geras y su madre es la autora Adèle Geras. Estudió en la Escuela Primaria en Didsbury y la en la Universidad de Mánchester. Publicó su primer libro de poemas, El Héroe y la Chica Puerta Próxima, a los 24 años. Su estilo es a menudo comparado al de Wendy Cope y al surrealismo de Lewis Carroll. Sus poemas usan esquemas de rima clásica con humor y calidez. Ha publicado más de cinco colecciones de poesía y sus poemas están estudiados en el GCSE del Reino Unido.
Hannah es también la autora de un libro para niños y varias novelas de policiacas psicológicas. Su primera novela, Little Face, fue publicada en 2006 y ha vendido más de 100,000 copias. En su séptimo thriller psicológico, Kind of Cruel, debutaron sus personajes más famosos: Simon Waterhouse y Charlie Zailer.
Su novela Punto de Rescate estuvo adaptada para televisión en una miniserie de dos capítulos titulada el caso Sensible y protagonizada por Olivia Williams como DS Charlie Zailer y Darren Boyd como DC Simon Waterhouse, siendo vista por 5.4 millones de espectadores. Una segunda serie de dos capítulos basada en The Other Half Lives se emitió en 2012.

## Obras

### Poesía
- Early Bird Blues (1993) – limited edition pamphlet
- Second Helping of Your Heart (1994) – limited edition pamphlet
- The Hero and the Girl Next Door (Carcanet Press,1995)
- Hotels Like Houses, (Carcanet, 1996)
- Leaving and Leaving You, (Carcanet, 1999)
- Love Me Slender: Poems About Love (2000)
- First of the Last Chances, (Carcanet, 2003)
- Selected Poems, 2006
- Pessimism for Beginners, (Carcanet, 2007)

### Ficción

#### Waterhouse y Zailer
1. Little Face (Hodder & Stoughton, 2006)
2. Hurting Distance (Hodder, 2007); also published as The Truth-Teller's Lie (2010)
3. The Point of Rescue (Hodder, 2008); also as The Wrong Mother (2009)
4. The Other Half Lives (Hodder, 2009) also as The Dead Lie Down (2009)
5. A Room Swept White (Hodder, 2010) also as The Cradle in the Grave (2011)[6]
6. Lasting Damage (Hodder, 2011) also as The Other Woman's House (2012)
7. Kind of Cruel (Hodder, 2012)
8. The Carrier - Confesión de un asesino. 2016
9. The Telling Error (Hodder, 2014) also as Woman with a Secret (2015)
10. "A game for all the family" (2015)

#### Horror
- The Orphan Choir (2013)